# Brachycentrus occidentalis
Brachycentrus occidentalis är en nattsländeart som beskrevs av Banks 1911. Brachycentrus occidentalis ingår i släktet Brachycentrus och familjen bäcknattsländor. Inga underarter finns listade i Catalogue of Life.